# Burg Starý Žeberk

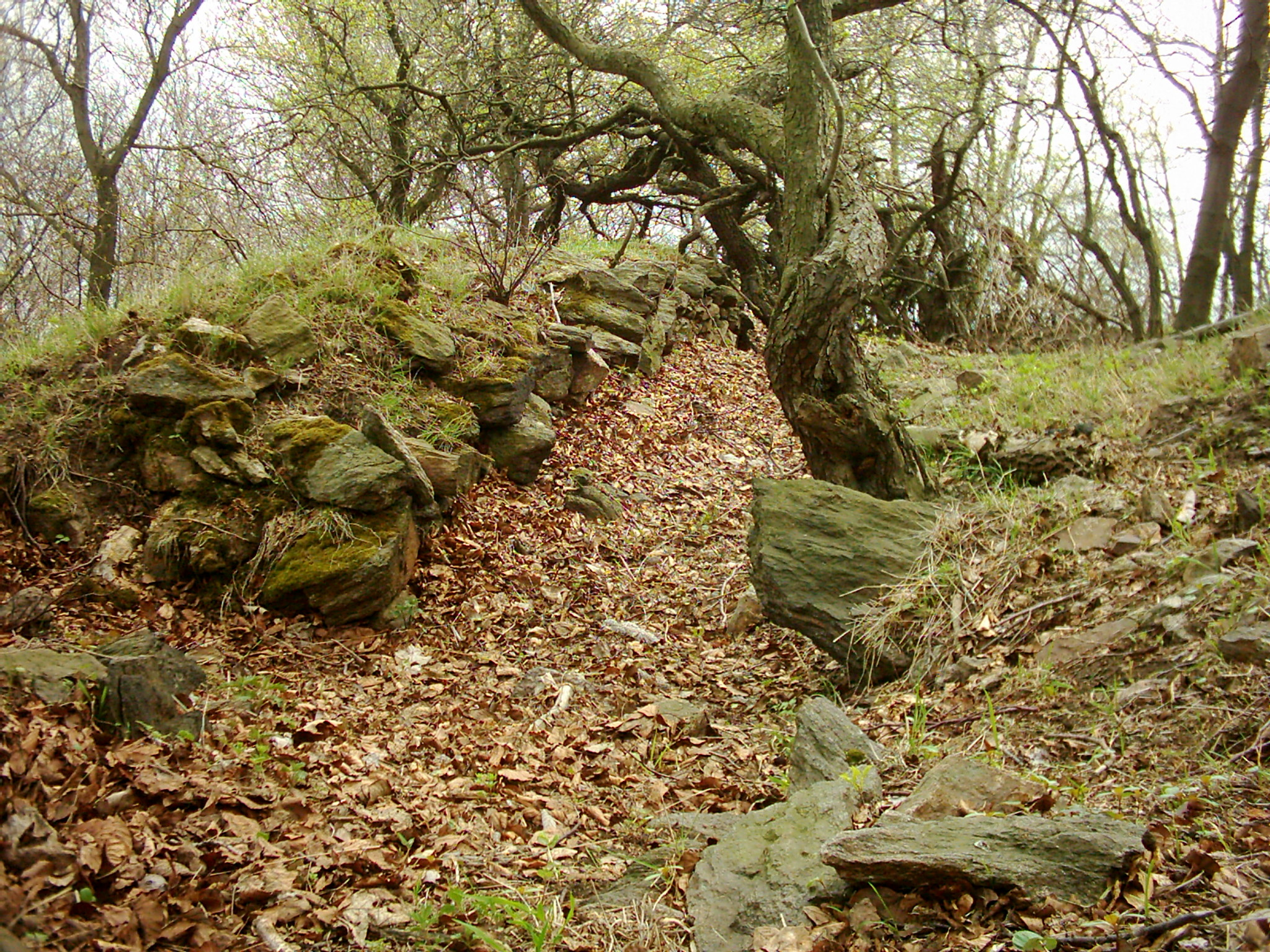
Reste der Hofmauer

Die Burg Starý Žeberk (deutsch Alt Seeberg, auch Seeberg) ist die Ruine einer Höhenburg an der Südabdachung des Erzgebirges in Nordböhmen in der Gemarkung Jezeří der Gemeinde Horní Jiřetín im Okres Most, Tschechien.

## Lage
Die Reste der Burg befinden sich südwestlich des Gipfelfelsens auf dem bewaldeten Berg Jezeří (Seeberg, 707 m n.m.) im Nationalen Naturreservat Jezerka. Westlich liegt das Tal des Vesnický potok (Eisenberger Waldbach) mit der Talsperre Jezeří, anderthalb Kilometer nordöstlich das Schloss Jezeří. Gegen Osten erstreckt sich im Nordböhmischen Becken an der Stelle der früheren See-Wiese der Braunkohlengroßtagebau Lom ČSA.
Umliegende Orte sind Jezeří im Nordosten, Vysoká Pec im Süden, Pyšná im Westen sowie Lesná und Červená Jáma im Nordwesten.

## Geschichte
Die Burg Seeberg wurde wahrscheinlich in der ersten Hälfte des 13. Jahrhunderts als Schutzburg errichtet. Möglicherweise waren die Herren von Rvenice die Erbauer der Burg, die ihren Namen von ihrer Lage über dem Kommerner See (Komořanské jezero) erhielt. Später erwarben die Burggrafen von Leisnig den Besitz, der Familienzweig nannte sich fortan von Seeberg (ze Žeberka). Erstmals urkundlich erwähnt wurde die Burg im Jahre 1277 als Besitz des Albrecht von Seeberg, der in einigen Quellen als Erbauer der Burg angesehen wird, und in den Jahren 1272 und 1292 als Burggraf der königlichen Burg Kaaden genannt wurde. Er war Herr in Kaaden, Tachau und Bilin. Mit Albrechts Tod erlosch 1321 die Linie der Herren von Seeberg im Mannesstamme; nachfolgend fiel die Herrschaft Seeberg dem ottonischen Familienzweig der Herren von Lobdeburg-Bergow zu. Im Jahre 1327 wurde Otto II. von Bergow auf Bilin, der mit Albrechts Enkelin Margarethe von Seeberg verheiratet war, als Herr auf Seeberg genannt.
Da die Burg Seeberg nur schwer zugänglich war und wahrscheinlich auch an Wassermangel litt, errichteten die Herren von Bergow im zweiten Viertel des 14. Jahrhunderts an einem günstigeren Platz drei Kilometer nordwestlich eine neue größere Burg, die Neu Seeberg genannt wurde. Die alte Burg wurde fortan als Alt Seeberg bezeichnet. In den Jahren 1374 bis 1379 wurde Otto III. von Bergow als  Besitzer der Herrschaft und als Patronatsherr der Kirchen in den Dörfern Göttersdorf und Bernau genannt. Wahrscheinlich wurde die Burg Alt Seeberg in dieser Zeit aufgegeben. Als Otto III. von Bergow 1383 die Herrschaft Seeberg an Thimo VIII. von Colditz verkaufte und sich auf die Burg Bilin zurückzog, wurde in dem Kauf nur noch der Berg Alt Seeberg erwähnt.
Zeitweise gehörte den Herren von Seeberg auch Burg Egerberg.

## Anlage
Die Burg war an drei Seiten durch steile Felshänge geschützt und hatte einen dreieckigen Grundriss. Der Zugang erfolgte von Norden aus dem Sattel zwischen dem Seeberg und dem Jánský vrch (Johannisfeuerberg). Auf den beiden Gipfelfelsen des Seeberges befand sich die Kernburg mit einem Wohngebäude oder ein Burgturm, von dem nichts mehr sichtbar ist. Erhalten sind lediglich Wälle, Gräben und Reste des ersten Burghofes mit geringen Teilen der Außenmauer. Die Ruine ist mit Buchenwald bestanden.

## Sagen
Es existieren mehrere Sagen zur Burg Seeberg (oder zu Burg Neuseeberg):
- Die versunkene Burg Seeberg
- Die Seebergjungfer
- Die Schätze im Seeberg